# Abbotts vinkelagam
Abbotts vinkelagam (Gonocephalus abbotti) är en ödleart i familjen agamer (Agamidae). Arten förekommer på Malackahalvön (Malaysias fastland och södra Thailand). Den lever i monsunskogar och skogar med träd ur familjen Dipterocarpaceae (Dipterokarpväxter) på mellan 200 till 1 000 meters höjd. Den är dagaktiv och hittas ofta i tät skog nära vatten. Arten förekommer inom handel med terrariedjur. Trots en viss insamling bedöms den vilda populationen som stabil av IUCN.